# Bogdan Lalic

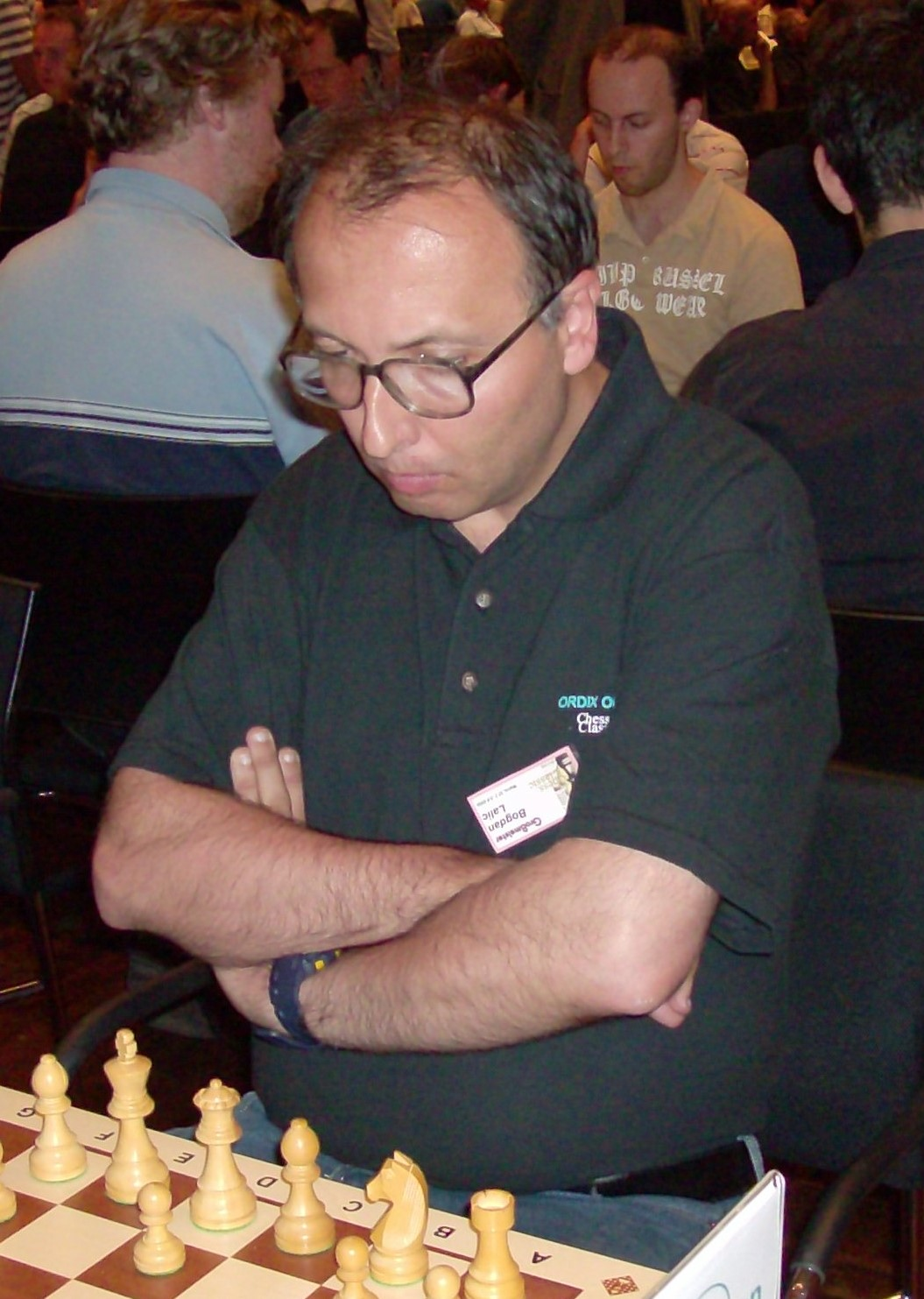
Bogdan Lalic in 2009

Bogdan Lalic (Zagreb, 8 maart 1964) is een Engelse schaker die geboren is in Joegoslavië. Hij is sinds 1988 een FIDE grootmeester (GM). Hij houdt het record van 155 opeenvolgende niet door hem verloren partijen. 

Zijn belangrijkste resultaten zijn: 
- gedeeld 1e bij de GM Closed Pleven 1987 en GM Closed Sarajevo 1988 toernooien[2]
- 1987: gedeeld 1e-3e I Ciudad de Badajoz Open, winnaar op weerstandspunten
- 1987: winnaar Championnat France Rapidplay in Avignon
- 1987: winnaar 12e Aubervilliers Rapidplay in Parijs
- 1988: winnaar XVII Ciudad de Sevilla Open
- 1988: gedeeld 1e in Berlin Sommer Open
- 1991: gedeeld 1e-3e in Neu Isenburg Open (met GMs Eric Lobron en Alexander Chernin)
- 1994: gedeeld 1e-2e (winnaar op weerstandspunten) met GM Branko Damljanović in IV Paz de Ziganda Memorial Rapid (Pamplona)
- 1994: winnaar van Port Erin Open
- 1994: gedeeld 1e-2e in XIV Benasque Open, 2e op basis van weerstandspunten (de winnaar was GM Lev Psakhis)
- 1995: winnaar van snelschaaktoernooi Chess Classic Frankfurt West
- 1995/1996: gedeeld 1e-3e in de hoofdgroep van Hastings  (samen met GMs Alexander Khalifman en Stuart Conquest)
- 1999: gedeeld 1e-2e in Kilkenny Masters (samen met GM Julian Hodgson, maar winnaar op weerstandspunten)
- 1999: 2e in het Redbus KO toernooi, Jim Plaskett werd winnaar
- 2000: winnaar van rapidtoernooi II Memorial Pedro Zabala (Bilbao)
- 2000: winnaar van rapidtoernooi III Memorial Zuri Baltza (Bilbao)
- 2000: 2e in het Redbus KO toernooi, Michael Adams won het toernooi
- 2001: gedeeld 1e-4e (2e met weerstandspunten, de winnaar was GM Evgeny Agrest) in XXXI Rilton Cup
- 2001: uitgeschakeld in de halve finale van het Redbus KO toernooi
- 2002: winnaar Redbus KO toernooi Southend
- 2003: 2e in Brits kampioenschap rapidschaak
- 2008: gedeeld 1e-2e bij Cork Masters, de winnaar was GM Dejan Bojkov
- 2008: gedeeld 1e-3e bij Neuchâtel Open, met GMs Mark Hebden en Aloyzas Kveinys; winnaar op weerstandspunten
- 2010: winnaar 6e Tábor Open
- 2012: gedeeld 2e-7e in het 30e Ville de Metz Open toernooi
- 2012: gedeeld 1e-2e Pardubice Rapidplay met GM Rainer Buhmann; winnaar op weerstandspunten
- sept. 2012: winnaar van het GM Closed toernooi First Saturday, in Boedapest
- 2013: gedeeld 1e-3e met GMs Azer Mirzoev en Alexei Barsov op Jaén Closed IM toernooi; winnaar op weerstandspunten
- 2013: winnaar van XVII Torneo scacchi Cesenatico
- 2016: gedeeld 1e bij 12e Tabor Open; winnaar op weerstandspunten

In 1997 bereikte hij de rating 2600 in 1997. Hij is geregistreerd bij de Kroatische schaakfederatie, maar verdeelt zijn tijd tussen deelnemen aan buitenlandse toernooien en frequente bezoeken aan Engeland. 
Lalic en Sergei Tiviakov claimen beiden het grootste aantal opeenvolgende niet-verloren partijen met normale speeltijd te hebben gespeeld, 110. Maar geen van beiden had daarbij uitsluitend tegenstanders op elite-niveau. De reeks van Lalic vond plaats tussen 5 juni 2006 en 3 maart 2007.

## Rapidpartij
Hier volgt een rapidschaakpartij van Barsov tegen Lalic in 2002; Opening: Grünfeld-Indisch (Eco-code D 73). 

1.d4 Pf6 2.c4 g6 3.Pf3 Lg7 4.g3 d5 5.Lg2 dxc4 6.Pa3 0-0 7.0-0 Pc6 8.Pxc4 Le6 9.b3 a5 10.a4 Ld5 11.e3 Db8 12.De2 b5 13.axb5 Dxb5 14.Pfd2 Lxg2 15.Kxg2 e5 16.dxe5 Pxe5 17.Lb2 Pfd7 18.Tfb1 Tfd8 19.f4 Pxc4 20.Dxc4 Db7+ 21.De4 Pc5 (0-1) diagram

## Boeken
Lalic is de (mede-)auteur van de volgende boeken: 
- Bogdan Lalic (1997). The Queen's Indian Defence. Everyman Chess. ISBN 9781857441574.
- Bogdan Lalic (1998). The Budapest Gambit. Batsford. ISBN 9780713484564.
- Bogdan Lalic (2000). Queen's Gambit Declined: Bg5 Systems. Everyman Chess. ISBN 9781857442403.
- Bogdan Lalic (2001). Classical Nimzo-Indian: The ever-popular 4. Qc2. Everyman Chess. ISBN 1857442628.
- Bogdan Lalic (2002). The Grunfeld for the Attacking Player. Batsford. ISBN 9780713481662.
- Bogdan Lalic (2003). The Marshall Attack. Everyman Chess. ISBN 9781857442441.
- Bogdan Lalic, Vladimir Okhotnik, Carpathian Warrior (Caissa Hungary, 2005)
- Bogdan Lalic, Vladimir Okhotnik, Carpathian Warrior 2 (Pandora Press, 2008)

## Persoonlijk leven
Bogdan Lalic is getrouwd geweest met Internationaal Meester (IM) Susan Lalic, de eerste Engelse schaakster met een algemene IM-titel. Inmiddels zijn ze gescheiden. Ze hebben een zoon, die werd geboren in 1994.

## Externe koppelingen
- (en)   Informatie over schaakpartijen van Bogdan Lalic op ChessGames.com
- (en)   Informatie over schaakpartijen van Bogdan Lalic op 365chess.com
- (en)  FIDE-ratinggegevens voor Bogdan Lalic